# 米哈伊布拉武鄉 (圖爾恰縣)
44°57′N 28°39′E / 44.950°N 28.650°E
米哈伊布拉武鄉（羅馬尼亞語：Comuna Mihai Bravu, Tulcea），是羅馬尼亞的鄉份，位於該國東南部，由圖爾恰縣負責管轄，面積73平方公里，海拔高度23米，2002年人口2,538，人口密度每平方公里35人。